# Dorylomorpha spinulosa
Dorylomorpha spinulosa är en tvåvingeart som beskrevs av Kuznetzov 1993. Dorylomorpha spinulosa ingår i släktet Dorylomorpha och familjen ögonflugor. Inga underarter finns listade i Catalogue of Life.